# Малі Низгірці
Малі́ Низгірці — село в Україні, у Бердичівському районі Житомирської області. Населення становить 440 осіб.

## Географія
Через село тече річка Мурованка, ліва притока Роставиці.

## Населення

### Мова
Розподіл населення за рідною мовою за даними перепису 2001 року:
| Мова       | Кількість | Відсоток |
| ---------- | --------- | -------- |
| українська | 438       | 99.54%   |
| російська  | 1         | 0.23%    |
| білоруська | 1         | 0.23%    |
| Усього     | 440       | 100%     |